# Honoria

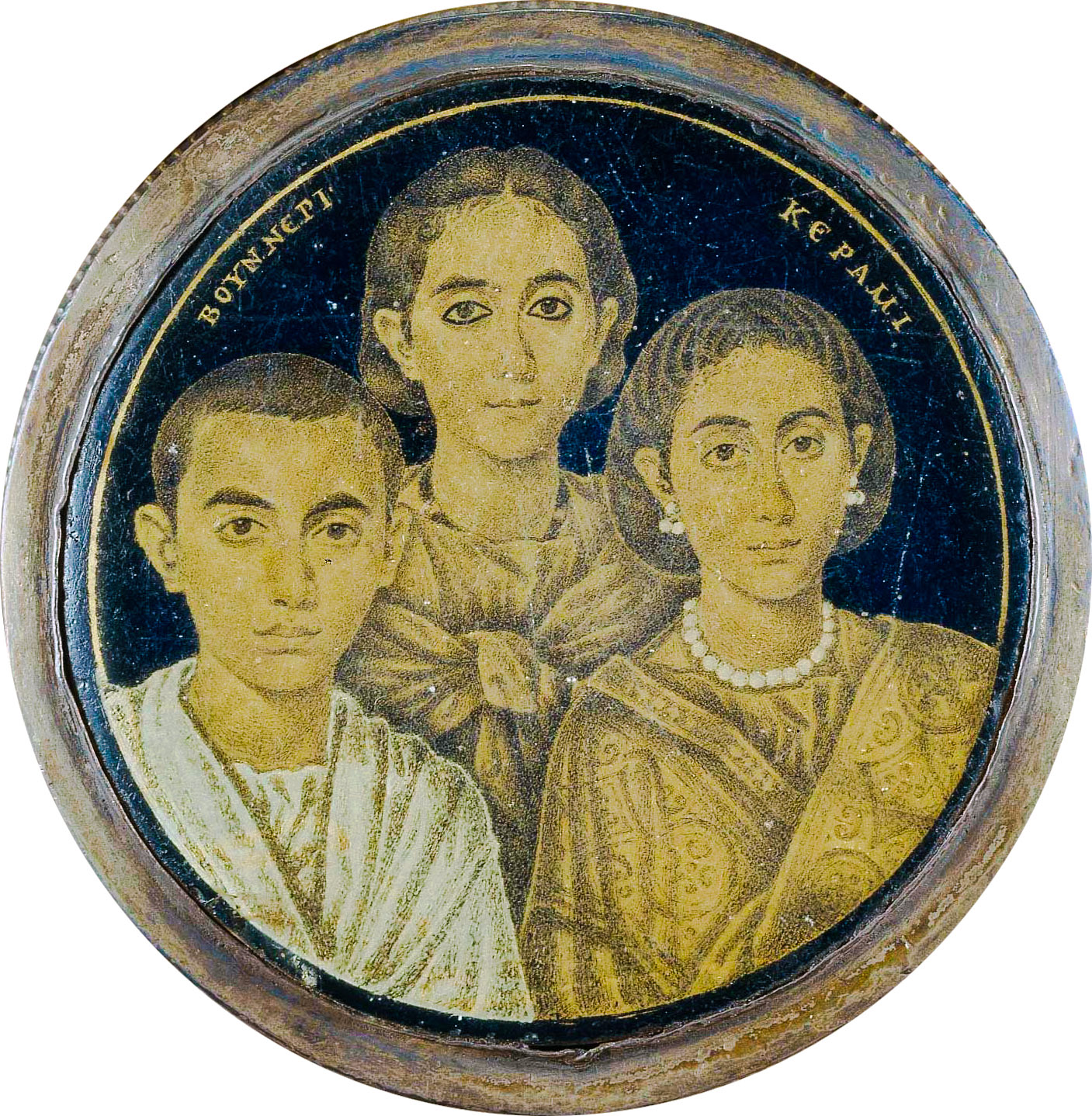
Honoria (w środku) wraz z bratem i matką

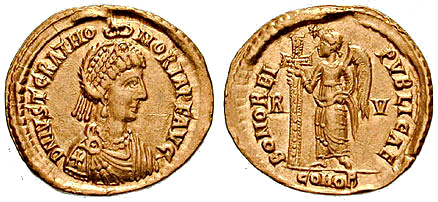
Solid wybity w Rawennie przedstawiający Honorię jako augustę

Honoria (Iusta Grata Honoria, ur. 418) – córka cesarza rzymskiego Konstancjusza III oraz Galli Placydii. Siostra cesarza Walentyniana III, w 426 r. ogłoszona augustą, czyli koregentką. 

## Życiorys
Wraz z rodziną cesarską dzieciństwo spędzała w Rawennie. We wczesnym wieku została zmuszona do złożenia ślubów czystości, gdyż chciano zapobiec pojawieniu się rywala do tronu, który mógłby rywalizować z jej bratem. W wieku 16 lat, w 434 r. została zhańbiona (stuprata), przez intendenta jej dóbr, zarządcę Eugeniusza, zaczęła też spiskować przeciwko bratu (od tego czasu przestawiana jest w źródłach jako osoba wyuzdana i zepsuta). Skandal wokół tego skrywanego zdarzenia wybuchł w 449 r., Eugeniusza skazano na śmierć, a ciężarną Honorię zmuszono do poślubienia leciwego senatora Flawiusza Bassusa Herkulana, jednocześnie wysłano ją do Konstantynopola, by wyciszyć skandal i odsunąć ją od bieżących wydarzeń. 

Prawdopodobnie w ramach zemsty wiosną 450 r. wysłała za pośrednictwem kastrata Hiacynta do Attyli list z propozycją małżeństwa oraz swój pierścień, będący tego potwierdzeniem (pieczęć sygnowana pierścieniem służyła do poświadczania autentyczności wszelkich dokumentów wystawianych przez jej właściciela). Attyla, który szykował zbrojne uderzenie na Galię i Italię uznał to za świetny pretekst. Jak podaje Priskos: 

Attyla [...] ponownie wysłał posłów na dwór w Italii z żądaniem wydania mu Honorii. Twierdził, że się z nią zaręczył, a na dowód tego przesłał pierścień, który od niej otrzymał. Twierdził również, że Walentynian powinien mu oddać połowę cesarstwa, ponieważ tę część Honoria otrzymała od ojca, a została jej pozbawiona przez chciwość brata. (Historia, fr. 20, 3 8-15)

Teodozjusz II, który jednocześnie odesłał Honorię do Rzymu naciskał na Walentyniana III, by ten przystał na żądania Hunów, dlatego część autorów przyjmuje, że cała sprawa była spiskiem Bizantyjczyków, którzy chcieli odciągnąć Attylę od Tracji, choć włoski historyk Giuseppe Zecchini uważa, że za sprawą propozycji małżeństwa stała Galla Placydia, gdyż dzięki ślubowi nadany Attyli tytuł magister militum prasentalis nabrałby mocy, prowadząc do wykluczenia znienawidzonego przez nią od 423 r. Aecjusza. Wkrótce zmarł Teodozjusz i Galla, zaś Walentynian odpowiedział Attyli:

Honoria nie może poślubić Attyli, ponieważ została oddana innemu mężczyźnie oraz [...] nie ma żadnych praw do cesarskiego tronu, ponieważ w Rzymie władzę dziedziczą mężczyźni, a nie kobiety. (Historia, fr. 20, 1 9-12)

Sprawa dała asumpt Attyli do szeroko zakrojonej akcji dyplomatycznej (poselstwa do Rzymu i Konstantynopola) a następnie zbrojnemu uderzeniu na cesarstwo zachodniorzymskie. 
Wywód przodków:
| 4. N.N.                |  |                     |  |  |            |
|                        |  | 2. Konstancjusz III |  |  |            |
| 5. N.N.                |  |                     |  |  |            |
|                        |  |                     |  |  | 1. Honoria |
| 6. Teodozjusz I Wielki |  |                     |  |  |            |
|                        |  | 3. Galla Placydia   |  |  |            |
| 7. Galla               |  |                     |  |  |            |
|                        |  |                     |  |  |            |